# 17911 Robertsnyder
17911 Robertsnyder è un asteroide della fascia principale. Scoperto nel 1999, presenta un'orbita caratterizzata da un semiasse maggiore pari a 2,146659 UA e da un'eccentricità di 0,061493, inclinata di 1,042248° rispetto all'eclittica.